# تشروش (بشت أربابا)
تشروش (بالفارسية: چروش) هي قرية تقع في إيران في قسم بشت أربابا الريفي.